# O podezíravém králi
O podezíravém králi je československá televizní pohádka z roku 1989 režírovaná Vlastou Janečkovou. Byla natočena v Opočně.

## Děj
Španělský král Filip se ožení s krásnou, ale chudou Charlottou. Je ale velmi žárlivý a nemá rád, když mladé královně zahradník hraje serenádu. Charlottu nemá ráda králova matka a plánuje, jak by ji mohla ze zámku vyhnat.
Na královský zámek přijede mladý anglický šlechtic lord Edward. Během svého pobytu se zamiluje do Carmen, nejmladší dcery dona Miguela, kterou si chce vzít. Po jejich návratu do Anglie navštíví lord Edward svého přítele, lorda Spencera, a vypráví mu o Charlottě. Lord Spencer královně Charlottě jako své neteři nechá poslat šaty, šperky a omluvný dopis, protože se kdysi zřekl své sestry a Charlottiny matky, která odešla z domu. Lord Edward předá šaty, šperky i dopis králově matce Viktorii. Král musí odjet a Charlotta je pozvána lordem Edwardem a jeho manželkou Carmen na oslavu k jejím rodičům. Charlotta váhá, protože se bojí jít na oslavu beze svého manžela, ale králova matka ji nabádá, aby šla, protože je to její královská povinnost. Dá jí i šaty a šperky od lorda Spencera, které ale vydává za své, z doby jejího mládí. Poté králova matka napíše svému synovi dopis o tom, co chce královna Charlotta udělat a žádá ho, aby se urychleně vrátil domů.
Během tance královny Charlotty se na oslavě objeví král, který se nenadále vrátil. Rozzlobí se na Charlottu a společně odcházejí domů, kde se pohádají a král nechá královnu zavřít do žaláře. Král chce podle zákona nechat Charlottu popravit a jeho matka ho přesvědčuje, aby ji jenom nechal vyhnat ze zámku. Mezitím žalářník pomohl královně Charlottě k útěku z vězení, takže král, který si chtěl s královnou promluvit, nachází vězení prázdné a považuje to za důkaz její viny. Charlotta se připojuje k družině lorda Edwarda, který se vrací do Anglie.
V Anglii je Charlotta zaměstnána u notáře Foxe jako mladý Španěl Juan. Jako do Juana se do ní zamiluje písařova dcera Joyce. V přestrojení za Juana je královna Charlotta poslána k lordu Spencerovi, který chce sepsat dokumenty o převodu veškerého svého majetku na královnu Charlottu. Ta ho přesvědčí, aby si ponechal alespoň zámek Hollins. Lord Spencer vypráví Juanovi (Charlottě), že poslal své neteři šaty, šperky a dopis, ale že dosud nedostal odpověď. Lord Spencer se s Juanem vypraví do Španělska.
Ve Španělsku lord Spencer vystupuje jako lord Hollins, který chce vzdát hold španělskému králi. Po jejich přijetí u krále přijde také řeč na to, že není přítomna královna Charlotta. Králova matka Viktorie vysvětluje lordu Hollinsovi (Spencerovi), jak moc se královna provinila. Královna Charlotta se odmaskuje a vysvětlí, že šaty a šperky dostala, ale dopis nikoliv. Lord Edward dosvědčí, že šaty od lorda Spencera předal králově matce Viktorii. Král prosí Charlottu za odpuštění, lord Spencer prozradí své pravé jméno a králova matka Viktorie je i se sluhou Fernandem vyhnána ze zámku. Na počest návratu královny Charlotty je uspořádána oslava a král si uvědomí, že není důvod, proč by třeba zahradník nemohl své královně zazpívat serenádu.

## Obsazení
| Mahulena Bočanová | královnička Charlotta                 |
| Petr Štěpánek     | král Filip                            |
| Blanka Bohdanová  | královna Viktorie, matka krále Filipa |
| Petr Kostka       | tajemník Fernando                     |
| Josef Bek         | lord Richard Spencer, strýc Charlotty |
| Marek Vašut       | anglický vyslanec lord Edvard         |
| Simona Postlerová | Carmen, Edvardova nevěsta             |
| Václav Knop       | notář Fox                             |
| Dana Morávková    | Joyce, dcera notáře Foxe              |
| Lubomír Kostelka  | žalářník                              |
| Marcel Vašinka    | Angličan                              |
| Václav Vydra      | Williams                              |
| Karel Fridrich    |                                       |
| Bohuslav Čáp      | lékař                                 |
| Jiří Bruder       | kuchař Manuel                         |
| Blažena Holišová  | kuchařka                              |

a tančili Nelly Danko, Bohumír Nekut a členové baletu Národního divadla

## Tvůrci a štáb
- Scénář a režie: Vlasta Janečková
- Dramaturgie: Jarmila Turnovská
- Hlavní kameraman: Věra Štinglová
- Vedoucí výrobního štábu: Marie Helclová
- Hudba: Vadim Petrov
- Texty písní: Ivo Fischer
- Hudební režie: Stanislav Kočka
- Choreografie: Jiří Němeček ml.
- Architekt: Leopold Zeman
- Výtvarník kostýmů: Stela Drozdová
- Kostymérka: Emílie Jahodová
- Zvuk: Václav Seyček, Václav Heblík
- Střih: Jana Malásková
- Střih záznamu: Jiří Fišer, Jiří Friedrich
- Masky: Květa Holasová, René Stejskal
- Kameramani: František Hanák, Petr Prima, Božek Slavík
- Vedoucí přenosového vozu: Svatopluk Kára
- Asistent režie: Zdeněk Švarc
- Skript: Luďka Mužíková
- Pomocný režisér: Magda Ratajová
- Fotoreportér: Robert Spousta
- Odborní poradci: František Michálek, Jiří Šourek

## Produkční a technické údaje
- Premiéra: 26. prosinec 1989 (II. program Československé televize)
- Výroba: Československá televize Praha, Hlavní redakce pořadů pro děti a mládež, © 1989
- Barva: barevný
- Jazyk: čeština
- Délka: cca 85 minut